# Medasina
Medasina is een geslacht van vlinders van de familie spanners (Geometridae), uit de onderfamilie Ennominae.

## Soorten
- M. acribomena Prout, 1928
- M. albidaria Walker, 1866
- M. albidentata Moore, 1867
- M. anepsia Wehrli, 1941
- M. basistrigaria Moore, 1867
- M. brevipennis Inoue, 1978
- M. cervina Warren, 1893
- M. combustaria Walker, 1866
- M. contaminata Moore, 1887
- M. corticaria Leech, 1897
- M. creataria Guenée, 1858
- M. characta Wehrli, 1941
- M. dichroplagia Wehrli, 1925
- M. differens Warren, 1897
- M. dissimilis Moore, 1887
- M. embolima Prout, 1928
- M. firmilinea Prout, 1926
- M. fratercula Moore, 1887
- M. fuliginosa Inoue & Sato, 1986
- M. gleba Swinhoe, 1885
- M. incursaria Walker, 1860
- M. indentata Warren, 1896
- M. infausta Prout, 1914
- M. interruptaria Moore, 1867
- M. javensis Warren, 1897
- M. junctilinea Hampson, 1907
- M. lampasaria Hampson, 1895
- M. lasiochora Prout, 1927
- M. leledaria Swinhoe, 1905
- M. leukohyperythra Wehrli, 1924
- M. lignyodes Wehrli, 1941
- M. livida Warren, 1893
- M. maculata Warren, 1899
- M. mauraria Guenée, 1858
- M. mucidaria Walker, 1866
- M. nigrovittata Moore, 1867

- M. nikkonis Butler, 1881
- M. objectaria Walker, 1866
- M. obliterata Moore, 1867
- M. parallela Prout, 1927
- M. parvalbidaria Inoue, 1978
- M. pelia Wehrli, 1941
- M. plumosa Hampson, 1895
- M. polychroia Wehrli, 1941
- M. pulverulenta Hampson, 1895
- M. quadrinotata Warren, 1893
- M. reticulata Hampson, 1895
- M. scotosiaria Warren, 1893
- M. sikkima Moore, 1887
- M. similis Moore, 1888
- M. stolidaria Leech, 1897
- M. strixaria Guenée, 1858
- M. subdecorata Warren, 1897
- M. subpicaria Prout, 1915
- M. telepompa Prout, 1929
- M. tephrosiaria Warren, 1896
- M. ugandaria (Swinhoe, 1904)
- M. vagans Moore, 1887
- M. vandenberghi Prout, 1925
- M. vinacea Prout, 1926